# Ich gehöre ihm
Ich gehöre ihm ist ein deutscher Fernsehfilm von 2017. Er thematisiert Zwangsprostitution nach der Loverboy-Methode. 2019 erschien eine gleichnamige Romanversion.

## Handlung
Die 15-jährige Caro lebt mit ihren Eltern und ihrer kleinen Schwester in bürgerlichen Verhältnissen in einem Einfamilienhaus. Caro verliebt sich in den 19-jährigen Cem. Dieser fährt einen teuren Sportwagen und macht ihr teure Geschenke. Cem spielt Caro zunächst die große Liebe vor und geht zum Schein eine Beziehung mit ihr ein. Er nennt Caro Prinzessin und äußert Sprüche wie „Deine Augen, der Wahnsinn“ und „Er habe sich verliebt, wie noch nie. Sie sei sein Ein und Alles, mit ihr wolle er sein Leben teilen.“ Er kauft sogar eine Wohnung für sie und ihn.
Direkt nach dem ersten Sex mit Cem vergewaltigen zwei Freunde von Cem Caro. Nach dieser Vergewaltigung beteuert Cem gegenüber Caro, dass dies nie wieder passieren würde.
Cem suggeriert Geldnot. Als „Liebesbeweis“ fordert er von Caro sich zu prostituieren, um Geld heranzuschaffen. Caro geht nun tagsüber zur Schule und nachmittags auf den Strich. Abends ist sie pünktlich zum Abendessen zu Hause. Anfangs bedient sie Freier in einer Wohnung und später steht sie auf dem Straßenstrich. Sie muss machen, was die Freier wollen, egal ob Analverkehr oder gleichzeitig mit zwei Männern. Wenn Caro sich weigert, sorgt Cem mit Schmeicheleien, Erpressung, Drogen und Schlägen dafür, dass Caro weiter anschafft. Dabei kommen von Cem Worte wie „Ich will das eigentlich nicht. Ich liebe dich doch.“
Die Eltern bemerken anfangs nichts. Als sie zufällig Cem kennenlernen, finden sie ihn sogar sympathisch. Caro beginnt sich zu verändern. Sie ändert ihren Kleidungsstil, beginnt zu rauchen und zu trinken. Caro wird zunehmend von Familie und Freunden isoliert.
Auf dem Straßenstrich wird sie zufällig von ihrem Sportlehrer Herrn Yildirim erkannt. Dieser spricht Caro auf die Sache an und bietet seine Hilfe an. Caro nimmt das Hilfsangebot nicht an. Yildirim wird kurz darauf von Cem bedroht und zusammengeschlagen, damit er schweigt. Yildirim wird von Caros Mutter, einer Krankenschwester, im Krankenhaus versorgt und schweigt über den Grund seiner Verletzung.
Als Caro in der gemeinsamen Wohnung ein anderes Mädchen vorfindet, dem Cem genau dieselben Sprüche erzählt wie „Deine Augen, der Wahnsinn“ usw., ist sie entsetzt. Sie will nur noch weg und macht Cem Vorwürfe. Sie wird nun erneut von Cems Freunden vergewaltigt. Danach wird sie eingeschlossen. Als sie scheinbar nachgibt und bereit ist, wieder auf den Strich zu gehen, kann sie fliehen. Sie kehrt nach Hause zurück. Bei der Polizei zeigt sie Cem aber nicht an. Auch eine Psychologin der Polizei kann Caro nicht umstimmen. Auch ein Polizeibeamter der Dienststelle, der einer ihrer Freier war, bedeutet ihr, zu schweigen.
Als Caro zum Training der Basketball-Mannschaft der Schule geht, tuscheln einige Mädchen auffällig. Caro spricht ihre beste Freundin an, ob sie anderen etwas erzählt hat. Die Freundin sagt, dass sie nur einer Freundin was davon erzählte. Caro läuft entsetzt aus der Turnhalle.
Die völlig verzweifelten Eltern möchten ihre Tochter in eine psychiatrische Klinik einweisen, um sie vor Cem zu schützen und sie von ihm zu isolieren. Caro aber will nicht weggesperrt werden. Sie flieht heimlich aus ihrem Zimmer und steigt am Ende des Films in Cems Auto ein.

## Aufführung
Die Premiere des Films fand am 27. Juni 2017 auf dem Filmfest München statt. Am 30. August folgte die Ausstrahlung bei Das Erste in der Reihe FilmMittwoch im Ersten am Themenabend „Skrupellose Loverboys“. Anschließend wurde die Dokumentation Verliebt, verführt, verkauft zum Thema ausgestrahlt.
Der Film wurde von 4,43 Millionen Zuschauern gesehen.
In der Mediathek der ARD war der Film nur von 20 bis 6 Uhr zugänglich, weil er nur für über 12-Jährige geeignet sei.

## Kritik
„Indem die Grausamkeit der Abhängigkeitsspielchen und die Trostlosigkeit der Kinderprostitution im Bild betont und auf jeglichen Lolita-Touch verzichtet wird, gibt Regisseur Durchschlag dem Voyeur(ismus) keine Chance. Gleichzeitig aber kommt die ganze Brutalität zum Ausdruck.“

Die Frankfurter Neue Presse titelte „Ich gehöre ihm“: Der beste TV-Film des Jahres!

„Eine Geschichte wie ein Schlag in die Magengrube: Caro verliebt sich in einen Jungen, der sie eiskalt manipuliert und auf den Strich schickt.“

Auf Quotenmeter.de wurde der Film mit 88 % als super und mit 12 % als schade bewertet.

„Er macht begreifbar, mit welcher Gefahr wir es hier zu tun haben, mit einem sich ausbreitenden, menschenverachtenden, kriminellen Phänomen, dem nur schwer beizukommen ist. Eine erste Voraussetzung ist, Aufmerksamkeit dafür zu schaffen, was ‚Loverboys‘ sind, was sie tun und wie sie es tun. Man sollte ‚Ich gehöre ihm‘ an Schulen zeigen, und die nachfolgende Dokumentation ‚Verliebt, verführt, verkauft‘ von Diana Ahrabian ebenfalls.“

## Romanadaption
2019 wurde die Handlung des Films von Angela Gilges, einer der Drehbuchautorinnen, in einem Roman niedergeschrieben.
- Angela Gilges: Ich gehöre ihm. Oetinger, 2019, ISBN 978-3-86418-073-6. (Romanversion nach dem Drehbuch)